# 장도연
장도연(1985년 3월 10일~)은 대한민국의 희극인이다.

## 생애

### 어린 시절
장도연은 전라남도 영광에서 태어났다. 어린 시절 인천로 이주하였다. 서인천고등학교를 졸업하고 인하공업전문대학 관광경영과에 진학하여 전문학사를 취득하였다.

### 경력
2006년 엠넷에서 신동엽이 진행하던 《톡킹 18금》 출연을 통해 방송 연예계에 발을 들였고 이외에도 SBS 《진실게임》에서 박정아의 가짜 닮은 꼴로   등장하기도 했다. 2007년 KBS 공채 22기 개그맨 시험에 합격하여 KBS 2TV의 공개 코미디 프로그램이었던 《개그콘서트》의 여러 코너에 출연하였다. 2012년에는 tvN 《코미디빅리그》로 주 활동 무대를 옮겨 개그 코너에 출연하는 한편 여러 예능 프로그램의 패널로 출연하였다. 2018년 이후에는 예능 프로그램의 진행자로도 출연하고 있다.
2021년 제 57회 백상예술대상 여자 예능상 후보에 올랐다.

## 출연작/진행작

### TV 프로그램
| 연도   | 프로그램 |
| ------ | --- |
| 2006년 | - Mnet - 톡킹 18금 |
| 2007년 | - 개그콘서트 〈데칼코마늬〉 〈키컸으면〉 - 웃음충전소 〈계층공감 OLD&형님〉 - 가족오락관(12월 15일) |
| 2008년 | - 개그콘서트 〈키컸으면〉 〈품행제로〉 〈로열 패밀리〉 〈사랑이 팍팍〉 - 가족오락관(4월 19일, 8월 30일) |
| 2009년 | - 개그콘서트 〈8차원 주식회사〉 〈봉숭아 학당〉 〈순정만화〉 〈사랑의 병원〉 〈드라이 클리닝〉 〈BB채널〉 - 가족오락관(1월 10일) - 스타 골든벨(4월 25일, 5월 2일) |
| 2010년 | - 개그콘서트 〈시간 여행〉 〈슈퍼스타 KBS〉 〈드라이 클리닝〉 - 스타 골든벨 1학년 1반(12월 5일) |
| 2011년 | - 개그콘서트 〈그땐 그랬지〉 〈슈퍼스타 KBS〉 〈썬이〉 〈패션 NO.5〉 - Comedy TV - 크게 될 스타 |
| 2012년 | - 개그콘서트 〈패션 NO.5〉 - MBC Every 1 - Appeal - QTV - 다이아몬드걸 - tvN - 코미디 빅리그 시즌 3: 이개인 팀 〈걸그룹의 비밀〉 〈리얼티비〉 - 출발 드림팀 시즌2(2월 19일, 6월 10일, 7월 1일, 9월 2일) - tvN - 현장 토크쇼 택시: 254화 - SBS - 도전 1000곡 214회 - MBC EVERY1 - 스타직찍 |
| 2013년 | - tvN - 롤러코스터 시즌 3 - tvN - 코미디 빅리그 시즌 4: 미추미추 팀 - 투니버스 - 벼락 맞은 문방구: 옆반 선생님 역 - SBS - 주군의 태양: 커플녀 역 - MBC every1 - 스타직찍: MC |
| 2014년 | - tvN - 코미디 빅리그 시즌 5: 썸&쌈(호랭이 선배 역) 팀 & 까똑친구들 팀 & 오춘기 팀 & 187 팀 - SBS - 도전 1000곡 - KBS - 위기탈출 넘버원 - tvN - 아홉수 소년 - SBS - 모던파머 - KBS - 7인의 미스코리아 |
| 2015년 | - tvN - 미생물: 안영이 역 - tvN - 코미디빅리그:여자사람친구(장도팔 역) - MBC - 황금어장 라디오스타 - SBS - 떴다! 패밀리 - JTBC - 나홀로 연애중 - KBS - 1 대 100 - tvN - 수요미식회 - JTBC - 5일간의 썸머 - MBC - 마이 리틀 텔레비전 - KBS - 출발 드림팀 시즌2(6월 21일) - 네이버 TV - 바람의 유혹: 도연 역 - JTBC - 투유 프로젝트 - 슈가맨 - SBS - 동상이몽, 괜찮아 괜찮아 - KBS2 - 아이돌 전국 노래자랑 MC - 온게임넷 - 왓따! 풍선껌크게불기 챔피언쉽 시즌 4 - JTBC - 수상한 미용실 - 살롱드림 - tvN - 콩트앤더시티 - Mnet - 너의 목소리가 보여 시즌 2 - SBS Plus - 스타그램 - 동아TV - 박나래, 장도연의 도전! 신데렐라 - SBS MTV - 소나무의 펫하우스 |
| 2016년 | - KBS W - 슈퍼디자인마켓 - O tvN - 금지된 사랑 - MBC - 황금어장 라디오스타 - KBS2 - 글로벌 남편백서 내편, 남편 - MBC - 우리 결혼했어요 패널 - 채널A - 오늘부터 대학생 - tvN - 코미디 빅리그: ‘Love is 뭔들’, ’그린나이트’ - Mnet - 너의 목소리가 보여 시즌 3 - MBN - 상상초월쇼 진짜? 가짜! - KBS2 - 어서옵SHOW - JTBC - 김제동의 톡투유 - 걱정 말아요! 그대 - tvN - 혼술남녀(서도연 역 - 국어과 교수 역으로 특별출연) - KBS2 - 우리집에 사는 남자(진상 승객 역으로 특별출연) - tvN - 막돼먹은 영애씨 시즌 15(중고직거래녀 역으로 특별출연) |
| 2017년 | - Mnet - 골든 탬버린 - MBC - 미스터리 음악쇼 복면가왕: '말괄량이 삐삐' - SBS - 희극지왕 - tvN - 코미디빅리그: ‘브로맨스’ - Mnet - 너의 목소리가 보여 시즌 4 - MBC - 우리 결혼했어요 - Mnet - 신양남자쇼 - MBC - 자체발광 오피스(진상 고객 역으로 특별출연) - tvN - SNL 코리아 9 - tvN - 골목대장 - TV조선 - 너의 등짝에 스매싱: 장도연 역 |
| 2018년 | - 채널 A - 《팔아야 귀국》 - Mnet -《 너의 목소리가 보여 시즌 5》 - OLIVE - 《밥블레스유》 - SBS - 《미추리 8-1000》 시즌 1 |
| 2019년 | - 채널 A - 《도시어부》 - KBS2 - 《6자회담》 - tvN - 《놀라운 토요일》: 1부 ‘호구들의 감빵생활’ 고정 출연 - SBS - 《미추리 8-1000》 시즌2 - MBC - 《다시 쓰는 차트쇼 지금 1위는 》 - MBC - 《호구의 연애》: MC - MBN - 《바다가 들린다》 - tvN 《뭐든지 프렌즈》 - 5회 - MBC - 《같이 펀딩》: MC - Mnet 《러브캐처2》 - MC - KBS2 - 《스탠드 업》 - 출연 - KBS2 - 《생존자들》 - MC - SBS - 《이동욱은 토크가 하고 싶어서》 MC |
| 2020년 | - tvN - 《금요일 금요일밤에》 - 고정 출연 - tvN - 《핑거게임》 - 진행 - tvN - 《케이팝 어학당 - 노랫말싸미》 - 고정 출연 - OLIVE - 《밥블레스유 2》 - 고정 출연 - MBC - 《나 혼자 산다》 - 반고정 - MBC - 《부러우면 지는거다》 - 진행 - MBC - 《구해줘!홈즈》 - 게스트 - SBS - 《박장데소》 (2020년) - EBS1 - 《생방송 우리집 유치원》 - 힘쌤 역 - M-net-《tmi 뉴스》 - KBS2 - 《개는 훌륭하다》 - MC |
| 2021년 | - 티빙 - 《여고추리반》 - SBS 《꼬리에 꼬리를 무는 그날 이야기》 - MBC - 황금어장 라디오 스타 |
| 2022년 | - JTBC - 《언니들이 뛴다-마녀체력 농구부》- 고정출연 - SBS - 《판타스틱 패밀리-DNA 싱어》- 고정출연 - SBS - 《지선 씨네마인드》 - 티빙 - 《러브캐처 인 발리》- 고정출연 - MBC - 《태어난 김에 세계일주(태계일주)》- 고정 출연 - MBC - 《혓바닥 종합격투기 세치혀》- 고정 출연 - KBS - 빅체인지 2030-고정 출연 |
| 2023년 | - EBS1 인물사담회 - 방과 후 코리아: 수학여행 - MBC - 황금어장 라디오스타 - 게스트 - SBS - 무장해제 - MC - JTBC - 《히든 히어로즈》- 공동 MC - MBC - 황금어장 라디오스타 - 고정 MC - SBS - 푸바오와 할부지 - 공동 MC |
| 2024년 | - KBS2 - 동물은 훌륭하다 - 공동MC |
| 2025년 | - KBS2 - 개그콘서트 챗플릭스 - 특별 출연 |

### 광고
- 2007년 종근당건강 키즈큐칼슘골드
- 2011년 롯데주류 처음처럼
- 2015년 롯데제과 핸디카페
- 2015년 한국먼디파마 지노베타딘
- 2015년 네파 스파이더
- 2015년 넷마블 백발백중
- 2015년 SK텔레콤 T전화
- 2016년 동아출판 백점맞는 시리즈
- 2016년 SK증권 ISA
- 2016년 ALC한국 맥 라이트풀 C SPF 50/PA+++ 퀵 피니시 컴팩트
- 2016년 G마켓X위닉스 슈퍼브랜드딜
- 2016년 하이트진로 맥스
- 2016년 더샘 씨앤소 AC컨트롤
- 2017년 매일유업 썬업
- 2017년 농심 얼큰장칼국수
- 2017년 뉴트리바이오텍 쫌만 기다려
- 2017년 농심 켈로그바
- 2018년 보건복지부 핑거밴드 금연 패켓팅 캠페인
- 2018년 11번가 마리끌레르 뷰티 스마트 어워드
- 2018년 이유게임 버닝: 매지컬소드
- 2018년 넥슨 서든어택
- 2018년 고운세상코스매틱 닥터지
- 2019년 헤드스파7 트리트먼트
- 2019년 스와로브스키
- 2019년 리버스의원
- 2019년 LG유플러스 U+5G
- 2019년 블랙마틴싯봉
- 2019년 닥터오앤
- 2019년 김해롯데워터파크
- 2019년 쿠차
- 2019년 한빛소프트 나만믿고던져봐도시어부M
- 2019년 아이소이 아이러브아이 캠페인
- 2020년 문화체육관광부 코로나19 대처법
- 2020년 엔터식스
- 2020년 파머시 베리 체리 클린
- 2020년 파커스 알록
- 2020년 경상북도 경북 세일 페스타
- 2020년 기아 모닝 어반
- 2020년 맥도날드 (with 양세형)
- 2020년 문화체육관광부 건동안동 캠페인
- 2020년 문화체육관광부 장거인 캠페인
- 2020년 라루나판타지
- 2020년 삼양라면
- 2021년 데이즈온 오한진 프로바이오틱스
- 2021년 순수한면
- 2021년 빙그레 아카페라 스페셜티
- 2021년 가벼운 학습지
- 2021년 써브웨이 페퍼치킨슈니첼
- 2021년 집토스
- 2021년 라네즈 래디언씨 크림
- 2021년 마스크 프렌즈
- 2024년 명인제약 메이킨큐 변비약
- 2024년 교원 빨간펜 아이캔두

### 홍보대사
- 서울캐릭터ㆍ라이선싱페어 2014 홍보대사 (2014년)
- 이엔피게임즈 반지 명예GM (2017년)
- 문화체육관광부 한복의 날 홍보대사 (2017년)
- 서울특별시 홍보대사 (2017년)

### 뮤지컬
- 《드립걸즈》(2013년)
- 《사랑은 비를 타고》(2015년)

## 수상 및 후보
| 연도 | 시상식                      | 부문                                  | 작품                                              | 결과 |
| ---- | --------------------------- | ------------------------------------- | ------------------------------------------------- | ---- |
| 2019 | MBC 방송연예대상            | 베스트 엔터테이너상                   | 호구의 연애, 같이 펀딩                            | 수상 |
| 2020 | 대한민국 대중문화예술상     | 문화체육관광부장상                    | 빈칸                                              | 수상 |
| 2020 | 아시아 모델 어워즈          | 패셔니스타상                          | 빈칸                                              | 수상 |
| 2020 | 올해의 브랜드대상           | 예능인 (여자) 부문                    | 빈칸                                              | 수상 |
| 2020 | SBS 연예대상                | 쇼 버라이어티부문 우수상              | 텔레그나, 꼬리에 꼬리를 무는 그날 이야기          | 수상 |
| 2020 | SBS 연예대상                | 핫 스타상                             | 박장데소                                          | 수상 |
| 2020 | MBC 방송연예대상            | 버라이어티부문 우수상                 | 나 혼자 산다                                      | 수상 |
| 2020 | KBS 연예대상                | 핫이슈 예능프로그램상                 | 개는 훌륭하다                                     | 수상 |
| 2021 | 제57회 백상예술대상         | TV부문 여자예능상                     | 빈칸                                              | 수상 |
| 2021 | 올해의 브랜드대상           | 예능인 (여자) 부문(2년연속)           | 빈칸                                              | 수상 |
| 2021 | 브랜드 고객충성도 대상      | 개그우먼 부문                         | 빈칸                                              | 수상 |
| 2021 | 제48회 한국방송대상         | 진행자부문                            | 꼬리에 꼬리를 무는 그날 이야기 外                 | 수상 |
| 2021 | SBS 연예대상                | 넥스트 레벨상                         | 꼬리에 꼬리를 무는 그날 이야기, 워맨스가 필요해   | 수상 |
| 2021 | KBS 연예대상                | 쇼•버라이어티부문 베스트 엔터테이너상 | 개는 훌륭하다                                     | 수상 |
| 2022 | KBS 연예대상                | 인기상                                | 개는 훌륭하다                                     | 수상 |
| 2023 | 2023 브랜드 고객충성도 대상 | 예능인 (여자) 부문(2년연속)           | 빈칸                                              | 수상 |
| 2023 | 2023 올해의 브랜드 대상     | (예능인-여)                           | 빈칸                                              | 수상 |
| 2023 | MBC 방송연예대상            | 여자 우수상                           | 황금어장 라디오스타                               | 수상 |
| 2024 | 제3회 청룡 시리즈 어워즈    | 여자예능인상                          | 여고추리반 3                                      | 수상 |
| 2024 | MBC 방송연예대상            | 쇼•버라이어티 부문 여자 최우수상      | 황금어장 라디오스타, 태어난 김에 음악일주, 짠남자 | 수상 |